# Prost AP01
Prost AP01 – bolid Formuły 1 zespołu Prost Grand Prix używany w sezonie 1998.
Po dobrych wynikach z poprzedniego sezonu, sezon 1998 był dla zespołu Prost GP bardzo nieudany. AP01 był pierwszym modelem samodzielnie wykonanym przez zespół Prost, a projektantem AP01 był Loïc Bigois. Fabryka zespołu została przeniesiona bliżej Paryża, w której zespół ograniczył się do sprowadzania małych zmian do AP01, które nie polepszyły osiągów bolidu. Największym mankamentem AP01 była słaba skrzynia biegów i awaryjny silnik Peugeota. Przez częste awarie zespół nie mógł równoważyć bolidów i zoptymalizować położenia jego środka ciężkości. Ponadto niewiele brakowało, a FIA nie dopuściłaby modelu AP01 do sezonu 1998 z powodu niespełnienia wymogu testów zderzeniowych; samochód przeszedł je pozytywnie za trzecim razem.
Podczas całego sezonu 1998 zespół Prost zdołał zdobyć tylko jeden punkt Jarno Trullego w chaotycznym i deszczowym Grand Prix Belgii.

## Wyniki
| Legenda oznaczeń w tabelach wyników Wyświetl szablon na nowej stronie | Legenda oznaczeń w tabelach wyników Wyświetl szablon na nowej stronie                                                                     |
| Oznaczenie                                                            | Wyjaśnienie |
| --------------------------------------------------------------------- | --- |
| Złoty                                                                 | Zwycięzca lub mistrzostwo |
| Srebrny                                                               | 2. miejsce lub wicemistrzostwo |
| Brązowy                                                               | 3. miejsce lub II wicemistrzostwo |
| Zielony                                                               | Ukończył, punktował (w klasyfikacji generalnej, gdy zdobył co najmniej jeden punkt na przestrzeni sezonu, poza trzema powyższymi opcjami) |
| Niebieski                                                             | Ukończył, nie punktował (w klasyfikacji generalnej, gdy nie zdobył co najmniej jednego punktu na przestrzeni sezonu)                      |
| Czerwony                                                              | Nie zakwalifikował się (NZ) |
| Czerwony                                                              | Nie prekwalifikował się (NPK) |
| Różowy                                                                | Nie ukończył (NU) |
| Różowy                                                                | Niesklasyfikowany (NS) (w klasyfikacji generalnej, gdy nie został sklasyfikowany w żadnym wyścigu sezonu)                                 |
| Czarny                                                                | Zdyskwalifikowany (DK) |
| Czarny                                                                | Wykluczony (WYK/EX) |
| Biały                                                                 | Nie wystartował (NW) |
| Biały                                                                 | Kontuzjowany (K/INJ) |
| Biały                                                                 | Wyścig odwołany (OD/C) |
| Bez koloru                                                            | Został wycofany (WYC/WD) |
| Bez koloru                                                            | Nie przybył (NP/DNA) |
| Bez koloru                                                            | Nie brał udziału w treningach (NT/DNP) |
| Bez koloru                                                            | Nie został zgłoszony (–) |
| Pogrubienie                                                           | Start z pole position |
| Kursywa                                                               | Najszybsze okrążenie wyścigu |
| †                                                                     | Nie ukończył, ale jego rezultat został zaliczony ze względu na przejechanie więcej niż 90% dystansu wyścigu.                              |
| *                                                                     | Sezon w trakcie |
| 1/2/3                                                                 | Punktowana pozycja w sprincie kwalifikacyjnym                                                                                             |
| Lista systemów punktacji Formuły 1                                    | |

| Sezon | Konstruktor   | Kierowcy      | Wyniki w poszczególnych eliminacjach | Wyniki w poszczególnych eliminacjach | Wyniki w poszczególnych eliminacjach | Wyniki w poszczególnych eliminacjach | Wyniki w poszczególnych eliminacjach | Wyniki w poszczególnych eliminacjach | Wyniki w poszczególnych eliminacjach | Wyniki w poszczególnych eliminacjach | Wyniki w poszczególnych eliminacjach | Wyniki w poszczególnych eliminacjach | Wyniki w poszczególnych eliminacjach | Wyniki w poszczególnych eliminacjach | Wyniki w poszczególnych eliminacjach | Wyniki w poszczególnych eliminacjach | Wyniki w poszczególnych eliminacjach | Wyniki w poszczególnych eliminacjach | Wyniki kierowców | Wyniki kierowców | Wyniki konstruktora | Wyniki konstruktora |
| Sezon | Konstruktor   | Kierowcy      | AUS                                  | BRA                                  | ARG                                  | SMR                                  | ESP                                  | MON                                  | CAN                                  | FRA                                  | GBR                                  | AUT                                  | GER                                  | HUN                                  | BEL                                  | ITA                                  | LUX                                  | JPN                                  | Punkty           | Pozycja          | Punkty              | Pozycja             |
| ----- | ------------- | ------------- | ------------------------------------ | ------------------------------------ | ------------------------------------ | ------------------------------------ | ------------------------------------ | ------------------------------------ | ------------------------------------ | ------------------------------------ | ------------------------------------ | ------------------------------------ | ------------------------------------ | ------------------------------------ | ------------------------------------ | ------------------------------------ | ------------------------------------ | ------------------------------------ | ---------------- | ---------------- | ------------------- | ------------------- |
| 1998  | Prost-Peugeot | Olivier Panis | 9                                    | NU                                   | 15                                   | 11                                   | 16                                   | NU                                   | NU                                   | 11                                   | NU                                   | NU                                   | 15                                   | 12                                   | DNS                                  | NU                                   | 12                                   | 11                                   | 0                | 22               | 1                   | 9                   |
| 1998  | Prost-Peugeot | Jarno Trulli  | NU                                   | NU                                   | 11                                   | NU                                   | 9                                    | NU                                   | NU                                   | NU                                   | NU                                   | 10                                   | 12                                   | NU                                   | 6                                    | 13                                   | NU                                   | 12                                   | 1                | 16               | 1                   | 9                   |